# Icon For Hire
Icon for Hire es una banda estadounidense de rock de Decatur, Illinois. Formada en 2007, la dupla actual de la banda consiste en la vocalista Ariel Bloomer y el guitarrista Shawn Jump. Lanzaron dos EP de forma independiente antes de firmar contrato con la discográfica Tooth & Nail, a través del cual lanzaron su álbum debut "Scripted" en el 2011, "Icon for Hire" el 15 de octubre de 2013 y "You can't kill us" el 25 de noviembre de 2016.

## Inicios (2007 - 2009)
La banda fue formada en Decatur, Illinois por la vocalista Ariel Bloomer y el guitarrista Shawn Jump. Cuando los dos se conocieron en 2007, Ariel descubrió que Jump tocaba la guitarra e iniciaron una mutua colaboración. Al necesitar de un baterista reclutaron a Adam Kronshagen, un viejo amigo de ambos. El bajista Joshua Davis se unió y la banda se formó oficialmente en noviembre de ese año. 
El primer concierto que dieron fue en un local frente su familia y amigos y, aunque tuvieron una buena recepción por parte de ellos, el grupo aceptó haber dado una mala actuación.
Durante los próximos dos años, la banda estuvo de gira por el medio oeste de su país y lanzó dos EP, "Icon For Hire EP" el 2008 y "The Grey EP" el 2009. El mismo año de la salida de su último EP, Davis dejó la banda.

## Tooth & Nail y el primer álbum (2007 - 2011)
A finales del 2009, la banda fue contactada por el sello Tooth & Nail a través de Myspace. La discográfica envía representantes a uno de los shows de la banda, y firman contrato en julio de 2010. Luego de trabajar en lo que sería su primer álbum, llamado "Scripted", éste fue lanzado el 23 de agosto de 2011. El álbum recibió buenas críticas de parte de la industria musical. Además, en 2011, Josh Kincheloe se uniría a la banda como nuevo bajista.

## Planes de un segundo álbum (2011 - 2013)
En una entrevista con TVU Music, Ariel reveló que la banda estaba en las primeras etapas de escribir canciones para su segundo álbum, este fue lanzado el 15 de octubre de 2013. Los sencillos fueron: "Cynics & Critics", "Sugar & Spice", "Counting on Hearts" y "Sorry About Your Parents". Llegó al número 66 de los 200 álbumes más vendidos en Estados Unidos en Billboard 200, además de estar posicionado en el puesto n.º 4 en el top de música cristiana y en el n.º 20 en el top de música rock, llegó al n.º 16 en los álbumes de metal alternativo más vendidos, al n.º 8 en la lista de hard rock y al puesto n.º 11 en la lista de álbumes independientes.

## Estilo Musical e Influencias
La banda combina el pop punk y elementos de metal alternativo con cadenas y sonidos electrónicos. Las influencias musicales de la banda son varias en las que se incluyen a Linkin Park, Breaking Benjamin, Skillet y The Black Eyed Peas.

## Fe Cristiana
La banda no se cataloga como una banda de música cristiana de adoración, sino que a través de sus canciones esperan ayudar "a la gente rota y herida". Además Ariel dice, "estamos 100% convencidos de que estamos haciendo la obra de nuestro Padre". La crítica identifica a Icon For Hire como parte de la escena musical cristiana.

## Integrantes
- Ariel Bloomer – vocalista (2007–presente)
- Shawn Jump – guitarrista (2007–presente)

Antiguo integrante
- Joshua Davis – bajista (2007–2009)
- Adam Kronshagen – baterista (2007–2015)
- Josh Kincheloe – bajista (2011–2016)

## Discografía
EP
- "Icon For Hire EP" (2008)
- "The Grey EP" (2009)
- "Now You Know EP" (2015)

Álbum de estudio
- "Scripted" (2011)
- "Icon For Hire" (2013)
- "YOU CAN'T KILL US" (2016)
- "Still Can't Kill Us: Acoustic Sessions" (2018)
- "Amorphous" (2021)
- "The Reckoning" (2022)

Videoclips
- "Make a Move" (2011)
- "Get Well" (2011)
- "Off With Her Head" (2012)
- "Now You Know" (2016)
- "Supposed To Be" (2016)
- "Demons" (2017)
- "Hollow" (2019)
- "Curse or Cure" (2020)
- "Curse or Cure: Acustic" (2020)
- "Last One Standing" (2021)
- "Waste My Hate" (2021)
- "Brittle" (2021)
- "Seeds" (2021)